# May Simón Lifschitz
May Simón Lifschitz (* 17. Mai 1995 in Corrientes, Provinz Corrientes, Argentinien) ist ein dänisches Model und Schauspielerin.

## Leben
Lifschitz wurde in Argentinien geboren. Ihre Eltern, die Dänin Susanne und der Argentinier Ernesto Lifschitz zogen mit ihr, ihren zwei Brüdern und ihrer Schwester nach Dänemark, wo May Simón aufwuchs. Sie besuchte in Jütland die Femmøller Efterskole, das Rosborg Gymnasium in Vejle und absolvierte das HF („Højere forberedelseseksamen“). Nach dem Schulabschluss hat sie einen Bachelor und ein Postgraduiertenstudium in Moderner Kultur und kultureller Kommunikation absolviert.
Nach dem Umzug der Familie nach Kopenhagen startete sie mit 16 Jahren ihre Laufbahn als Model. Erste Aufträge erhielt sie vom Sportartikelhersteller Adidas. Nach Valentina Sampaio ist sie das zweite Transgender-Model, dass einen Vertrag bei Victoria’s Secret erhielt.
2015 debütierte sie in dem Kurzfilm Sorte måne als Filmschauspielerin. Im Folgejahr erhielt sie eine Episodenrolle in der Fernsehserie Yes No Maybe. 2018 war sie in den dänischen Filmen Wildhexe und C4 in größeren Rollen zu sehen. 2019 folgte eine Besetzung in dem Kurzfilm Landesorg. 2020 war sie in insgesamt vier Episoden der Fernsehserie Warrior Nun in der Rolle der Chanel zu sehen. Seit demselben Jahr verkörpert sie die Rolle der Sabine in der Fernsehserie Small Town Criminals – Vollzeiteltern, Teilzeitgauner.

## Filmografie
- 2015: Sorte måne (Kurzfilm)
- 2016: Yes No Maybe (Fernsehserie, Episode 1x06)
- 2018: Wildhexe (Vildheks)
- 2018: C4
- 2019: Landesorg (Kurzfilm)
- 2020: Warrior Nun (Fernsehserie, 4 Episoden)
- seit 2020: Small Town Criminals – Vollzeiteltern, Teilzeitgauner (Friheden) (Fernsehserie)
- 2023: Foundation (Staffel 2 Folge 3 - Hüterin Wallick)